# Franciszek Latinik
Franciszek Ksawery Latinik (Tarnów, 17 luglio 1864 – Cracovia, 29 agosto 1949) è stato un generale polacco.